# Sylviorthorhynchus
A Sylviorthorhynchus a madarak (Aves) osztályának verébalakúak (Passeriformes) rendjébe és a fazekasmadár-félék (Furnariidae) családjába tartozó nem.

## Rendszerezésük
A nemet Claude Gay francia botanikus és természettudós írta le 1845-ben, az alábbi fajok tartoznak ide:
- árcsőrű drótfarkúmadár (Sylviorthorhynchus desmurii)
- Sylviorthorhynchus yanacensis